# Austroassiminea letha
Austroassiminea letha es una especie de molusco gasterópodo de la familia Assimineidae en el orden de los Mesogastropoda.

## Distribución geográfica
Es  endémica de Australia.   